# 于洋 (1989年生のサッカー選手)
于 洋（う よう、ピン音:Yu Yang、1989年8月6日 - ）は、中華人民共和国・天津市出身の元サッカー選手。現役時代のポジションはディフェンダー。

## 所属クラブ
プロ経歴
- 2008年 - 2014年  北京国安足球倶楽部
  - 2010年 → 大連阿爾濱足球倶楽部 (期限付き移籍)
- 2015年 - 2016年  広州富力足球倶楽部
- 2017年 - 2022年  北京国安足球倶楽部
- 2023年 - 2024年  天津津門虎足球倶楽部

## 代表歴

### 出場大会
- 中国代表
  - 2015年 - 東アジアカップ2015